# ブレカナビル
ブレカナビル（Brecanavir（INN）；コードネームGW640385）はプロテアーゼ阻害剤で、HIVの治療薬として研究されていた。
2006年12月、開発者であるグラクソ・スミスクラインは、製剤化に関して克服できない問題があるとして研究を中止した。

## 関連記事
- ダルナビル
- TMC-310911